# Den Haag

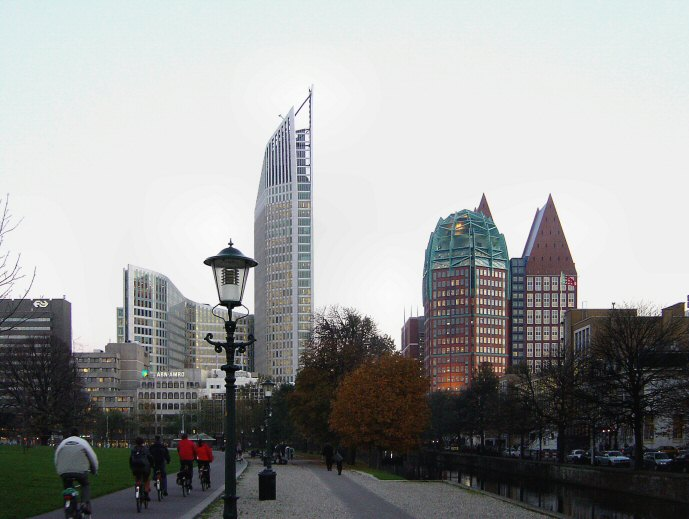
Quang cảnh các tòa nhà chính phủ và thương mại bên cạnh Nhà ga Trung tâm La Hay

Den Haag (phát âm [dɛnˈɦaːx] ⓘ) hay 's-Gravenhage (phát âm [ˈsxraːvə(n)ˌɦaːɣə] ⓘ) - trong tiếng Việt quen gọi là La Hay dựa theo cách gọi La Haye của tiếng Pháp - là thành phố lớn thứ ba ở Hà Lan sau Amsterdam và Rotterdam, có diện tích vào khoảng 100 km², có dân số 472.087 người (tính cả vùng xung quanh là 700.000 người) vào ngày 1 tháng 1 năm 2005. Thành phố nằm ở miền tây Hà Lan, thuộc tỉnh Nam Hà Lan và là tỉnh lỵ của tỉnh này.
La Hay cũng là nơi đặt trụ sở của Chính phủ Hà Lan, nhưng lại không phải là thủ đô chính thức của nước này. Hiến pháp Hà Lan trao vai trò đó cho thành phố Amsterdam. Tuy nhiên, thành phố này là nơi có trụ sở của Eerste Kamer (Thượng nghị viện) và Tweede Kamer (Hạ nghị viện) của Nghị viện Hà Lan. Ngoài ra, Nữ hoàng Beatrix cũng sống và làm việc trong thành phố này. Các đại sứ quán ngoại quốc và phần lớn các bộ của Chính phủ đều nằm ở La  Hay, cùng với Tối cao Pháp viện Hà Lan (Hoge Raad der Nederlanden) và nhiều tổ chức hoạt động hành lang.

## Lịch sử

### Ban đầu

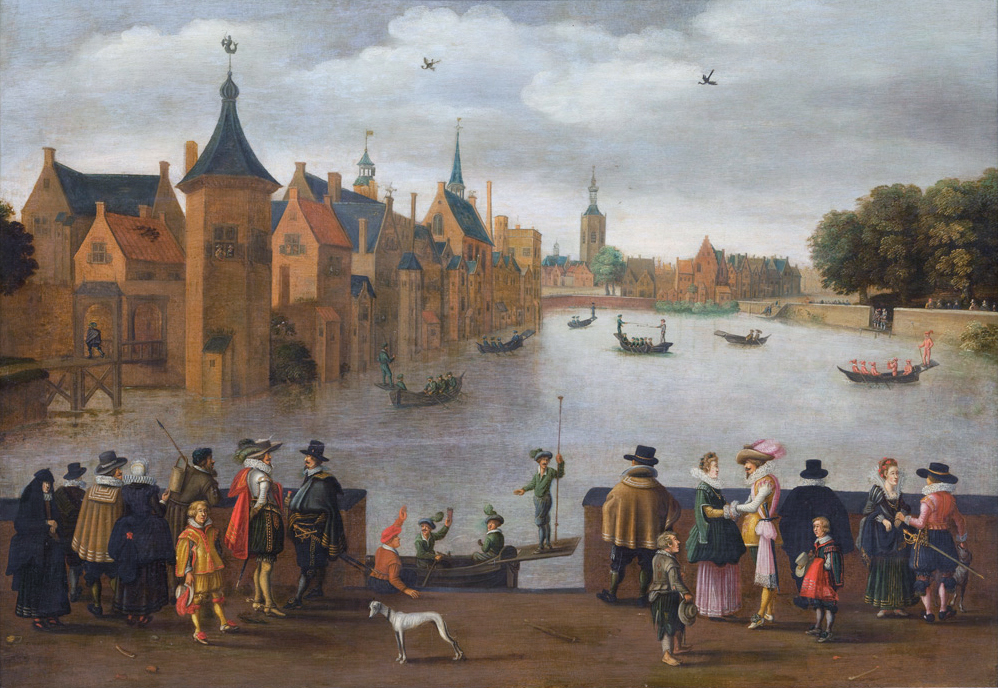
Binnenhof bởi Hofvijver, 1625

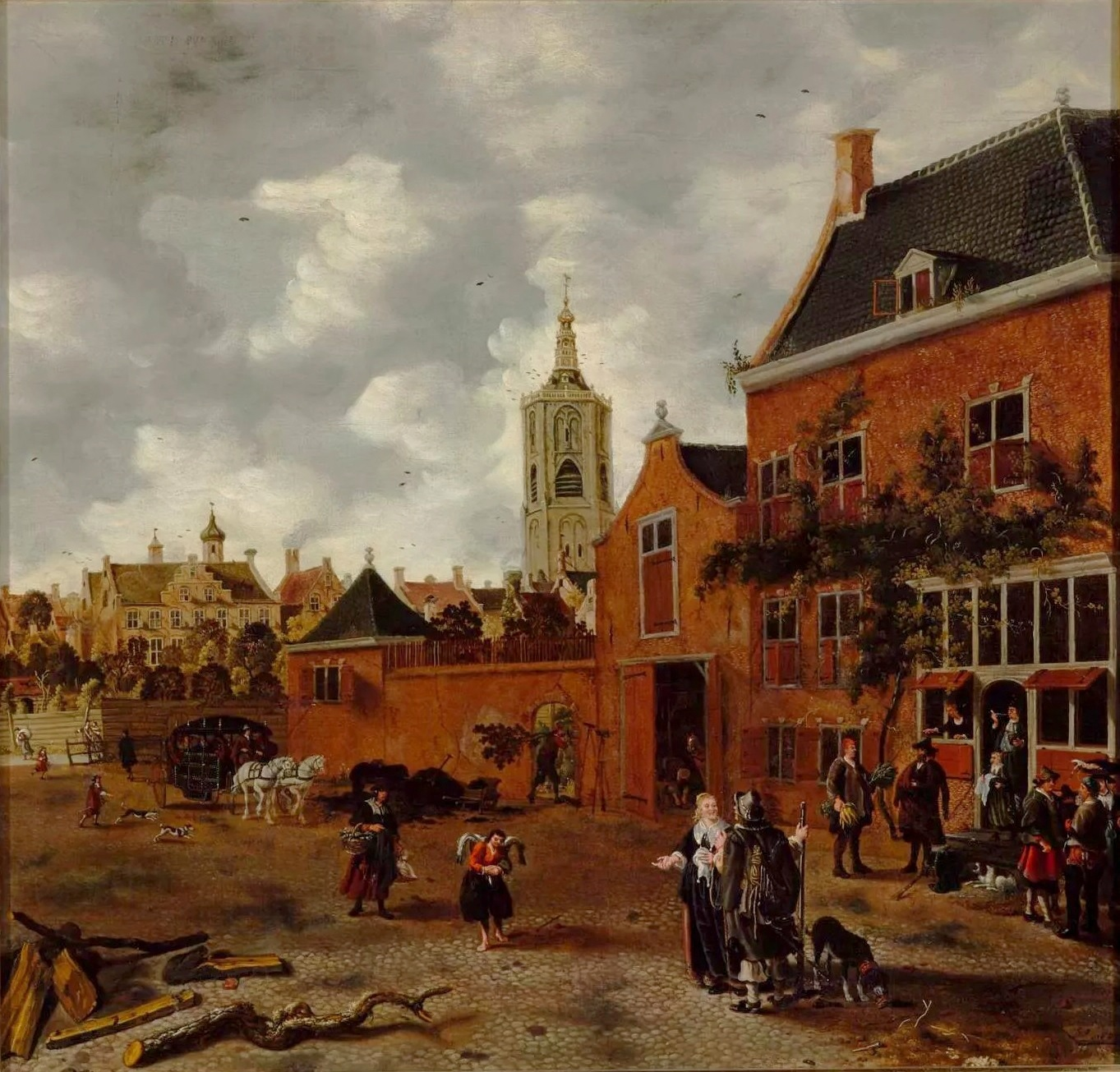
Đường phố La Hay bởi Sybrand van Beest, khoảng năm 1650, Lâu đài Hoàng gia ở Warsaw

La Hay bắt nguồn từ năm 1230, khi Bá tước Floris IV của Hà Lan mua đất dọc theo ao, Hofvijver ngày nay, để xây dựng khu nhà săn bắn. Năm 1248, con trai của ông và người kế vị William II, Vua của người La Mã, đã quyết định mở rộng dinh thự tới cung điện, sau này được gọi là Binnenhof (Tòa án Nội địa). Ông qua đời vào năm 1256 trước khi cung điện này được hoàn thành nhưng phần của nó đã được hoàn thành bởi con trai ông Floris V, trong đó Ridderzaal (Knights 'Hall), vẫn còn nguyên vẹn, là nổi bật nhất. Nó vẫn được sử dụng cho các sự kiện chính trị, chẳng hạn như bài phát biểu hàng năm từ ngai vàng của Hoàng gia Hà Lan. Từ thế kỷ thứ 13 trở đi, đếm của Hà Lan đã sử dụng La Hay làm trung tâm hành chính và nơi ở của họ khi ở Hà Lan.
Ngôi làng có nguồn gốc xung quanh Binnenhof lần đầu tiên được đề cập đến La Hay trong điều lệ từ năm 1242. Vào thế kỷ 15, chiếc Gravel thông minh hơn đã được đưa vào sử dụng, nghĩa đen là "The Count's Wood" với những ý nghĩa như "nơi ở riêng của bá tước" hay "những khu rừng của bá tước".
'S-Gravenhage chính thức được sử dụng cho thành phố từ thế kỷ 17 trở đi. Ngày nay, tên này chỉ được sử dụng trong một số tài liệu chính thức như giấy khai sinh và giấy chứng nhận kết hôn. Thành phố này sử dụng "Den Haag" trong tất cả các thông tin liên lạc. Khi những tên cai trị Burgundy nắm quyền kiểm soát các quận của Hà Lan và Zeeland vào đầu thế kỷ 15, họ đã chỉ định một người quản lý để thay thế cho các bang của Hà Lan như một hội đồng tư vấn. Ghế của họ nằm ở La Hay.
Vào đầu Chiến tranh Tám mươi năm, sự vắng mặt của thành phố đã chứng tỏ thảm họa, vì nó cho phép quân đội Tây Ban Nha dễ dàng chiếm được thành phố. Năm 1575, các quốc gia Hà Lan thậm chí còn coi việc phá hủy thành phố nhưng đề xuất này đã bị bỏ rơi, sau khi hòa giải của William of Orange. Từ năm 1588, La Hay cũng trở thành ghế của chính phủ Cộng hòa Hà Lan. Để chính quyền duy trì quyền kiểm soát các vấn đề của thành phố, La Hay chưa bao giờ nhận được vị trí chính thức của thành phố, mặc dù nó đã có nhiều đặc quyền thường chỉ cấp cho các thành phố. Trong luật hành chính hiện đại, "quyền thành phố" không còn chỗ nào nữa.

### Lịch sử hiện đại

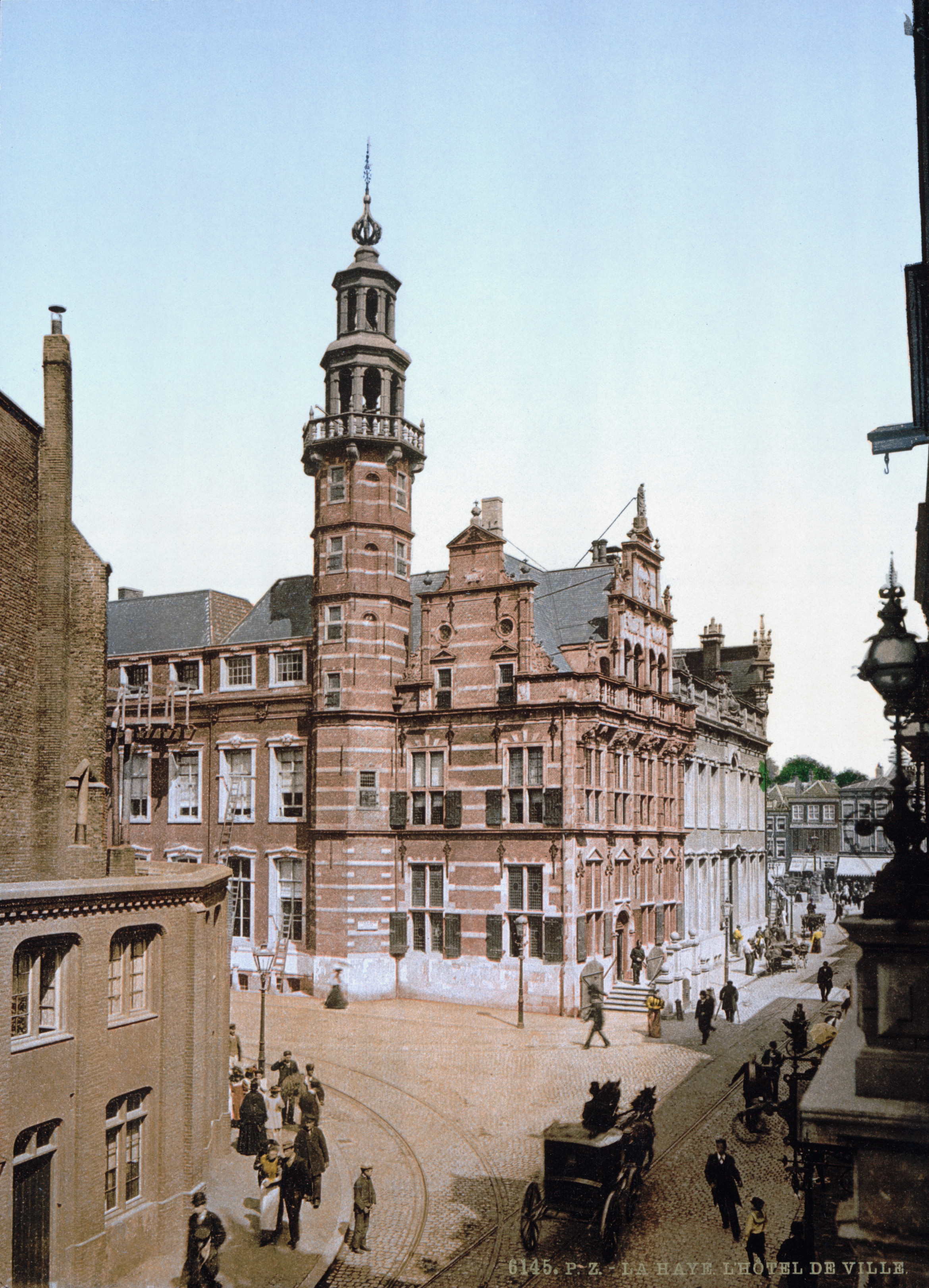
Tòa thị chính Thành phố Cổ Hague vào khoảng năm 1900

Chỉ trong năm 1806, khi Vương quốc Hà Lan là một nhà nước rối của Đế chế Pháp lần thứ nhất, thì khu định cư được cấp tư cách thành phố bởi Louis Bonaparte. cấp. Sau cuộc chiến Napoleon, Bỉ và Hà Lan hiện đại được kết hợp tại Vương quốc Hà Lan để tạo thành một vùng đệm chống lại Pháp. Là một thỏa hiệp, Brussels và Amsterdam đã luân phiên nhau làm thủ đô mỗi hai năm, với chính phủ còn lại ở La Hay. Sau khi tách Bỉ năm 1830, Amsterdam vẫn là thủ đô của Hà Lan, trong khi chính phủ nằm ở La Hay. Khi chính phủ bắt đầu đóng một vai trò nổi bật hơn trong xã hội Hà Lan sau năm 1850, La Hay nhanh chóng mở rộng. Nhiều đường phố đã được xây dựng đặc biệt cho số lượng lớn công chức làm việc trong chính phủ của đất nước và cho những người Hà Lan đang nghỉ hưu từ chính quyền của Hà Lan Đông Ấn Độ. Thành phố đang phát triển sáp nhập thành phố nông thôn Loosduinen một phần vào năm 1903 và hoàn toàn vào năm 1923.
Thành phố chịu ảnh hưởng nặng nề trong Thế chiến II. Nhiều người Do Thái đã bị giết trong thời kỳ chiếm đóng của Đức. Ngoài ra, bức tường Đại Tây Dương đã được xây dựng thông qua thành phố, gây ra một phần tư lớn bị phá hủy bởi những người ở Đức Quốc xã. Vào ngày 3 tháng 3 năm 1945, Không quân Hoàng gia đã nhầm lẫn ném bom khu Bezuidenhout. Mục tiêu là lắp đặt các tên lửa V-2 trong công viên Haagse Bos gần đó, nhưng do những sai sót về đường đi, bom đã rơi vào một khu vực đông dân cư và lịch sử của thành phố. Cuộc bắn phá đã phá huỷ khắp khu vực  và gây ra 511 người tử vong.
Sau chiến tranh, La Hay trở thành nơi xây dựng lớn nhất ở châu Âu. Thành phố mở rộng ồ ạt về phía tây nam, và các khu vực bị phá hủy được xây dựng lại nhanh chóng. Dân số đạt tới con số 600.000 người vào khoảng năm 1965. Trong những năm 1970 và 1980, chủ yếu các gia đình trung lưu da trắng chuyển đến các thị trấn lân cận như Voorburg, Leidschendam, Rijswijk, và phần lớn là Zoetermeer. Điều này dẫn đến mô hình truyền thống của một thành phố nội địa nghèo nàn và các vùng ngoại ô thịnh vượng hơn. Các nỗ lực để đưa các bộ phận của các đô thị này vào thành phố La Hay gây nhiều tranh cãi. Vào những năm 1990, với sự đồng ý của Quốc hội Hà Lan, La Hay đã sáp nhập các khu vực khá lớn từ các thị trấn lân cận cũng như các khu vực không có biên giới, trong đó xây dựng các khu dân cư hoàn chỉnh mới và vẫn đang được xây dựng.

## Địa lý
La Hay là thành phố lớn nhất Hà Lan trên Biển Bắc Hà Lan và là trung tâm của một khu liên hiệp được gọi là Haaglanden. Westland và Wateringen nằm ở phía nam, Rijswijk, Delft và Roturbdock (gọi là Stadsregio Rotterdam hoặc Rijnmond) về phía đông nam, Pijnacker-Nootdorp và Zoetermeer về phía đông, Leidschendam-Voorburg, Voorschoten và thành phố Leiden ở phía đông bắc và Wassenaar phía Bắc.
Các khu vực đô thị xung quanh La Hay và Rotterdam gần đủ để là một vùng đô thị đơn trong một số bối cảnh. Ví dụ: họ chia sẻ Sân bay Rotterdam La Hay và hệ thống đường sắt nhẹ gọi là RandstadRail. Cân nhắc đến việc tạo ra một khu đô thị Rotterdam-Den Haag. Khu liên hợp lớn tập trung vào La Hay và Rotterdam, lần lượt, là một phần của Randstad - đặc biệt là một dải đô thị được gọi là South Wing (Zuidvleugel). Randstad, cũng bao gồm Amsterdam và Utrecht, có dân số 6.659,300. Hague nằm ở góc tây nam của một trong những khu đô thị lớn nhất ở châu Âu.
La Hay được chia thành tám quận chính thức, lần lượt được chia thành các khu phố. Một số khu vực thịnh vượng nhất và một số khu phố nghèo nhất của Hà Lan có thể được tìm thấy ở La Hay. Các khu vực giàu có hơn như Statenkwartier, Belgisch Park, Marlot, Benoordenhout và Archipelbuurt thường nằm ở phía tây bắc của thành phố, gần biển hơn, trong khi các khu vực phía Đông Nam như Transvaal, Moerwijk và Schilderswijk thì nghèo hơn đáng kể, ngoại trừ Vinex-địa điểm của Leidschenveen-Ypenburg và Wateringse Veld. Sự phân chia này được phản ánh bằng giọng địa phương: Những công dân giàu có thường được gọi là "Hagenaars" và nói cái gọi là bekakt Haags ("posh"), điều này trái với Hagenezen, người nói tiếng Haags ("thô tục"); Xem Nhân khẩu học dưới đây.